# Edwin Munsell Bliss
Edwin Munsell Bliss (* 12. September 1848 in Erzurum, Osmanisches Reich; † 6. August 1919 in Washington, D.C.) war ein US-amerikanischer Missionar.

## Leben
Edwin Munsell Bliss war ein Sohn des Missionars Isaac Grout Bliss (1822–1889), der im Auftrag der American Bible Society im Osmanischen Reich missionierte und die erste Bibelübersetzung ins Kurdische vornahm. Bliss studierte am Amherst College mit einem A.B. im Jahr 1871 und später an der Yale Divinity School. Er wurde ordiniert. Er war mit Marie Louise Henderson verheiratet und nach ihrem Tod mit E. Theodora Crosby.
Bliss arbeitete in verschiedenen Funktionen für die staatliche Administration und für Missionsgesellschaften in Übersee. Von 1872 bis 1888 arbeitete er für die American Bible Society im Nahen Osten. Zwischen 1891 und 1901 schrieb er für die christliche Wochenzeitung The Independent in New York.
Bliss gab 1891 eine zweibändige Encyclopedia of Missions heraus. 1896 schrieb er ein Buch über die Massaker an den Armeniern.

## Schriften (Auswahl)
- mit Henry Otis Dwight, H. Allen Tupper: Encyclopædia of missions : descriptive, historical, biographical, statistical; with a full sortiment of maps, a complete bibliography, and lists of Bible versions, missionary societies, mission stations, and a general index. 2 Bände. New York: Funk & Wagnalls, 1891
- mit Cyrus Hamlin: Turkey and the Armenian atrocities : A graphic and thrilling history of Turkey – the Armenians, and the events that have led up to the terrible massacres. Einleitung Frances E. Willard. Edgewood Publishing Company, 1896
- A concise history of missions. New York : Revell, 1897
- The missionary enterprise : a concise history of its objects, methods and extension. New York : Revell, 1908